# Archidiecezja Liverpoolu
Archidiecezja Liverpoolu – archidiecezja Kościoła rzymskokatolickiego w Wielkiej Brytanii. Powstała w 1840 jako wikariat apostolski dystryktu Lancashire. Po zarządzonej przez papieża Piusa IX w 1850 roku reformie administracyjnej Kościoła w Anglii i Walii, uzyskała status diecezji. W 1911 została podniesiona do rangi archidiecezji. Od 1924 funkcjonuje w obecnych granicach, obejmujących części hrabstw Merseyside, Wielki Manchester, Cheshire i Lancashire, a także całą Wyspę Man. Siedzibą arcybiskupa metropolity jest Liverpool.

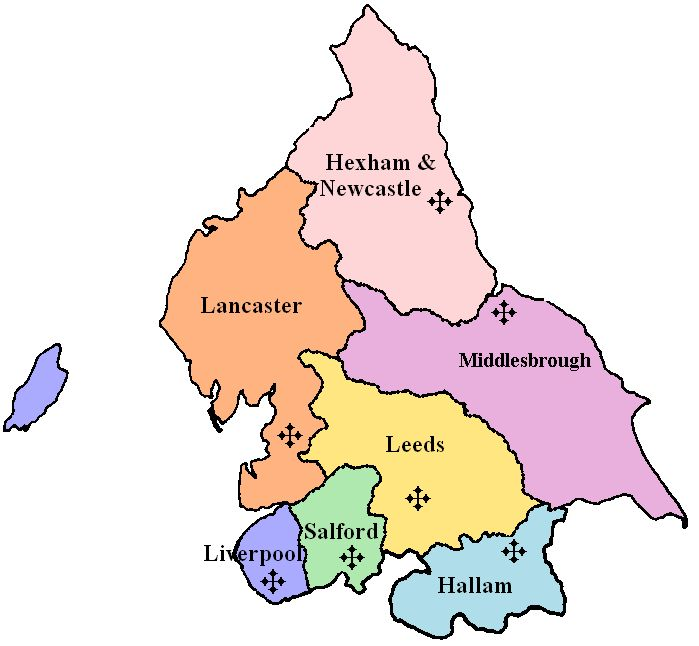
Archidiecezja na mapie metropolii (zaznaczona na ciemnoniebiesko)